# Палата № 6 (сборник рассказов)
«Палата № 6» — так по основному рассказу был озаглавлен сборник произведений А. П. Чехова,  с 1893 по 1899 годы выдержавший 7 изданий в издательстве А. С. Суворина. Одновременно в издательстве "Посредник" публиковались отдельные оттиски рассказов, вошедших в этот сборник.

## История

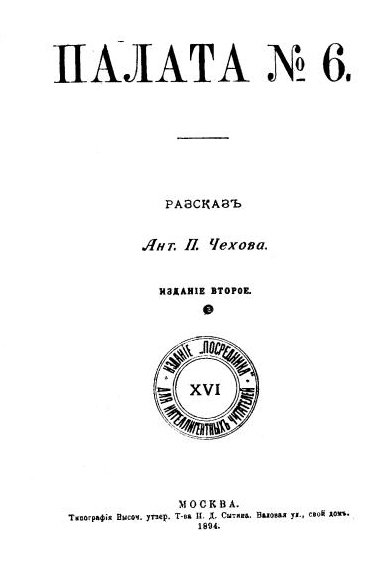
«Посредник» издавал рассказ "Палата № 6" трижды, это 2-е издание, 1894-го г.

Над корректурой сборника "Палата № 6" Чехов работал во время приезда в Санкт-Петербург в декабре 1892 — в январе 1893 года.
Впоследствии этот сборник в издательстве Суворина  был опубликован ещё 6 раз, из них последний в 1899. Со второго по четвертое издания сборника были стереотипными, с 5-го по 7-е был другой набор и проведена небольшая правка. 
В 1893 году издательство "Посредник" переиздаёт сборник "Палата № 6", только что в том же году вышедший в издательстве А. С. Суворина. В последствии в издательстве "Посредник" этот сборник опубликован ещё дважды: в 1894 и 1899 годах. Одновременно в издательстве "Посредник" публиковались отдельные оттиски рассказов, входящих в данный сборник.

## Состав
| № (№) | Название   | Первая публикация | Первая публикация                 | Первая публикация | Примечания |
| № (№) | Название   | Год               | Издание                           | Подпись           | Примечания |
| ----- | ---------- | ----------------- | --------------------------------- | ----------------- | --- |
| 1     | Палата № 6 | 1892              | «Русская мысль», № 11, с. 76-123  | Антон Чехов       | |
| 2     | Бабы       | 1891              | «Новое время», № 5502, 25 июня    | Антон Чехов       | До выхода в сборнике рассказ был в несколько сокращенном виде опубликован отдельным оттиском издательством "Посредник". При подготовке сборника журнальный вариант подвергся самой незначительной правке. |
| 3     | Страх      | 1892              | «Новое время», № 6045, 25 декабря | Антон Чехов       | |
| 4     | Гусев      | 1890              | «Новое время», № 5326, 25 декабря | Антон Чехов       | Один из трёх рассказов, фабульно связанных с Сахалинским путешествием. |

## Комментарии
1. ↑  В художественной прозе с сахалинским путешествием фабульно связаны лишь рассказы: "Гусев" (1890), "В ссылке" (1892) и "Убийство" (1895)"[4]